# Margousier
Cet article possède un paronyme, voir Argousier.
Melia azedarach, un arbre de la même famille, est aussi appelé Margousier.
Momordica charantia est parfois improprement aussi appelé Margosier.
Azadirachta indica
Espèce
Classification phylogénétique
Le margousier/margosier (Azadirachta indica), ou neem (graphie anglaise du bengali nim (নিম)), est un arbre originaire d'Inde appartenant à la famille des Meliaceae. Il est l'une des deux espèces du genre Azadirachta et est originaire d'Inde et du sous-continent indien (Népal, Pakistan, Bangladesh et Sri Lanka). Il est généralement cultivé dans les régions tropicales et semi-tropicales. Ses fruits et ses graines sont la source de l'huile de neem.

## Confusions possibles
Il est parfois confondu avec le « lilas des Indes » (Lagerstroemia speciosa) ou avec le « lilas de Perse » (Melia azedarach). Et son nom entraine des confusions avec la "margose" (Momordica charantia) Cucurbitacée.

## Histoire
Les traités de l'ayurveda évoquent le margousier ou nim dès 2 500 ans avant notre ère. Des preuves de son utilisation ont été trouvées lors de fouilles à Harappa. En sanskrit, la langue de la littérature ancienne, le margosier est dénommé "nimba", qui est dérivé du terme nimbati swastyamdadati signifiant "qui donne bonne santé".

## Description

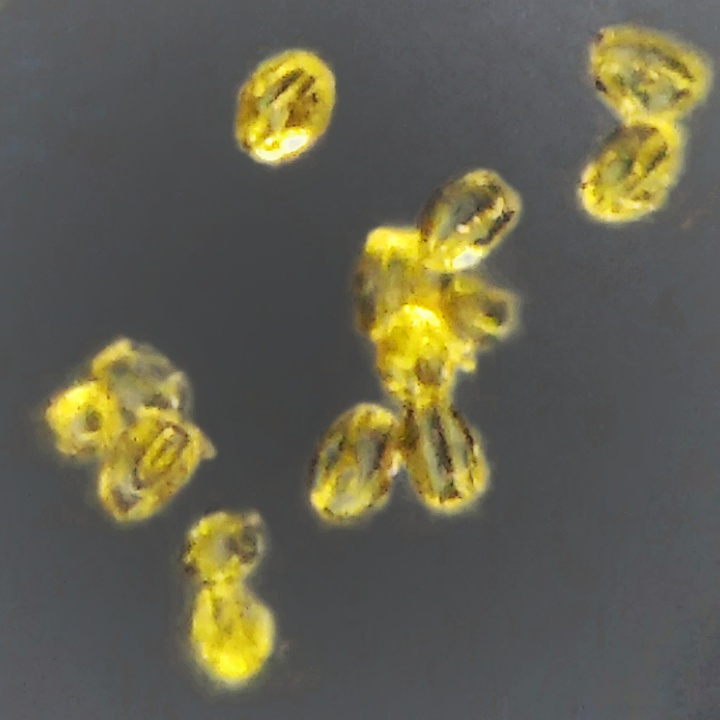
Grains de pollen

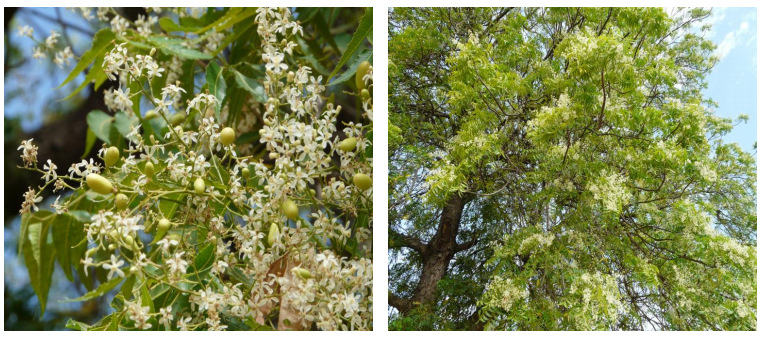
Fleurs de Neem

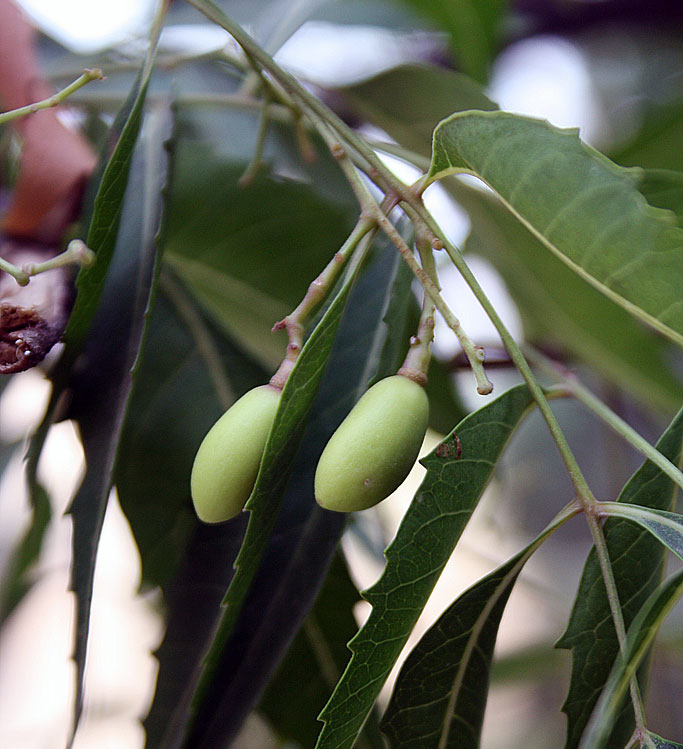
Fruits immatures, Madras, Inde

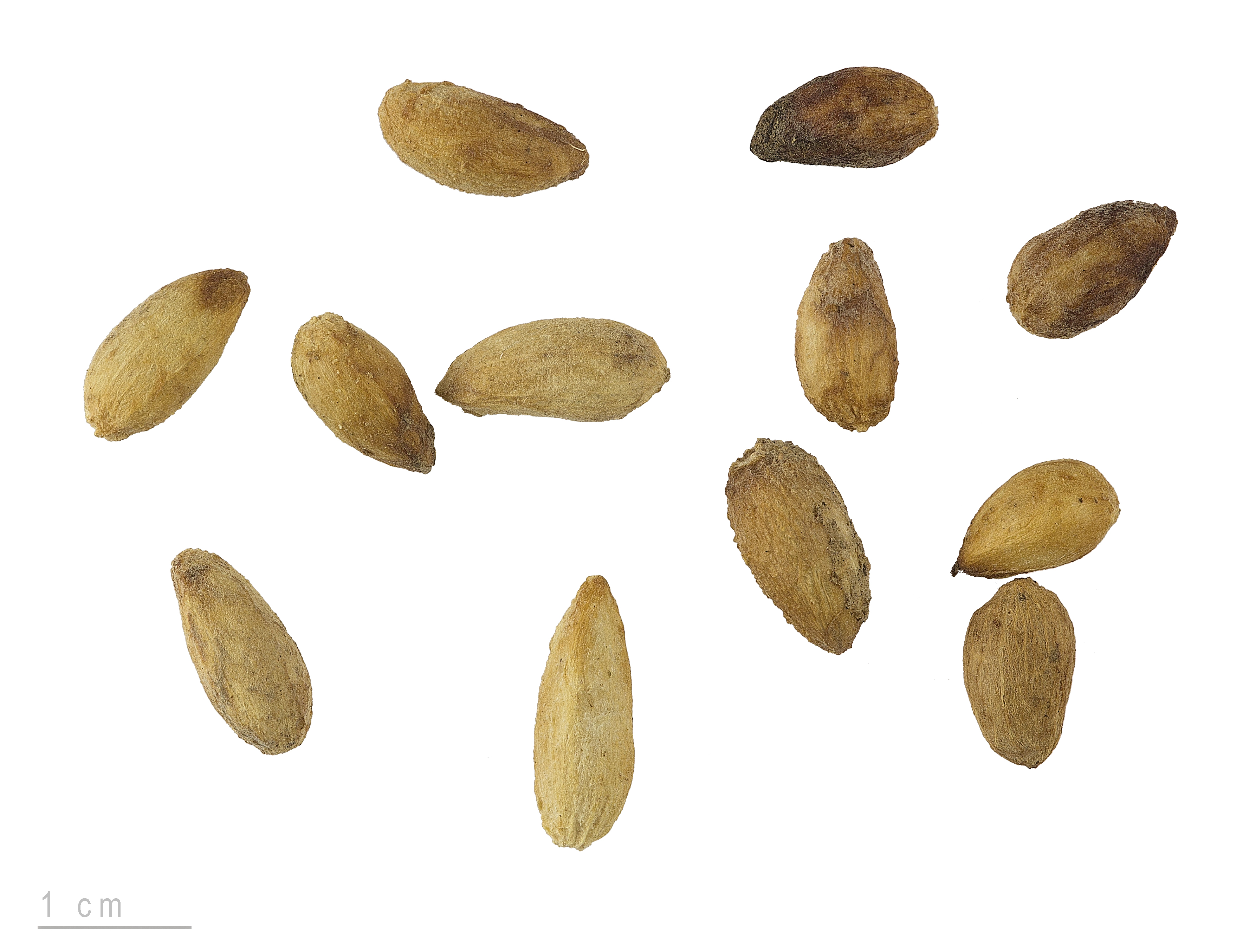
Graines dAzadirachta indica - Muséum de Toulouse

Le neem est un arbre monoïque à croissance rapide, qui peut atteindre une hauteur de 20 mètres, et plus rarement 35 à 40 mètres. 
Son feuillage est persistant mais peut devenir caduc lors d'importantes sécheresses ou de maladies. Les branches sont larges et s'étendent. La couronne assez dense est arrondie et peut atteindre un diamètre de 15-20 mètres sur de vieux arbres.
Les feuilles opposées et pennées mesurent 20 à 40 centimètres de long, avec 20-30 folioles vert foncé d'environ 3 à 8 centimètres de long. La foliole terminale manque souvent. Les pétioles sont courts.
Les fleurs protandres blanches et parfumées apparaissent de janvier à mai en zone tropicale. Elles sont disposées sur des panicules axillaires plus ou moins tombantes mesurant jusqu'à 25 centimètres de long. Les inflorescences, qui se ramifient jusqu'au troisième degré, portent de 150 à 250 fleurs. Une fleur individuelle a une longueur de 5-6 millimètres et une largeur de 8-11 millimètres.
Le fruit est une drupe ressemblant à une olive mesurant entre 1,4 et 2,8 centimètres sur 1,0-1,5 centimètre. La peau du fruit (exocarpe) est mince et la pulpe amère-douce (mésocarpe) est blanc jaunâtre et très fibreuse. Le mésocarpe a une épaisseur de 0,3-0,5 centimètre. Le noyau blanc et dur (endocarpe) du fruit renferme une, rarement deux, ou trois, graines allongées (amandes) ayant un tégument brun.

## Culture

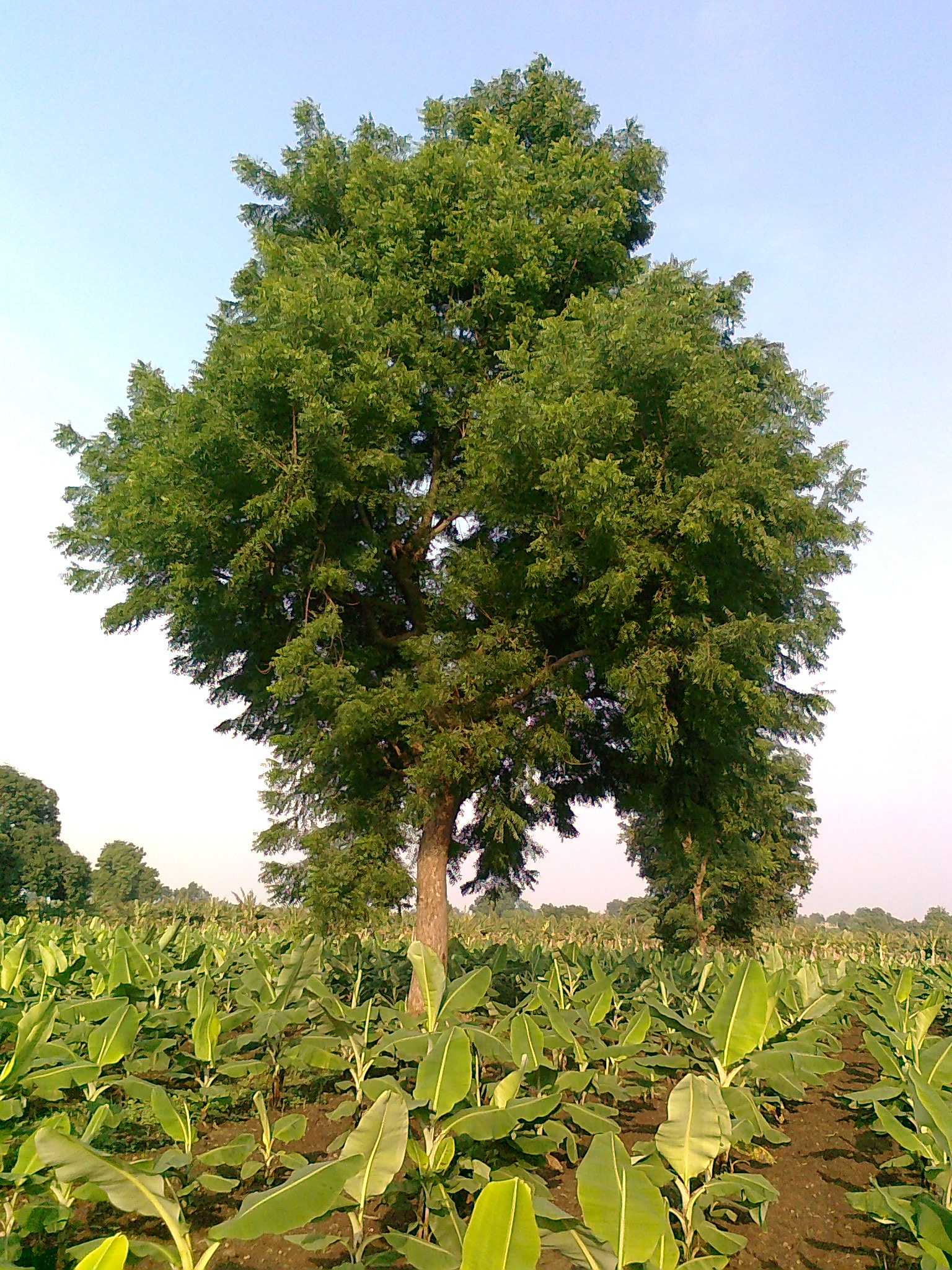
État du Maharashtra, Inde

C'est un arbre qui ne pousse qu'en région chaude (zone USDA 10 - températures moyennes annuelles de 21-32 °C). L'espèce est connue pour sa résistance à la sécheresse. Il peut tolérer des températures élevées à très élevées mais ne tolère pas une température inférieure à 4 °C. Normalement, il se développe dans les régions où les conditions sont sub-arides à sub-humides, avec des précipitations annuelles de 400–1 200 mm. Il peut se développer dans les régions avec une pluviométrie annuelle inférieure à 400 mm, mais dans ces cas, il dépend en grande partie du niveau de l'eau souterraine. 
Le margousier peut se développer dans de nombreux types de sols mais il se développe mieux sur des sols profonds et sablonneux bien drainés.
Le margousier est l'un des rares arbres qui donnent de l'ombre et qui prospèrent dans les zones sujettes à la sécheresse, par exemple dans les régions côtières et méridionales de l'Inde et au Pakistan. Les arbres ne sont pas du tout délicats sur la qualité de l'eau et prospèrent sur le plus petit filet d'eau, quelle qu'en soit la qualité. En Inde et dans les pays tropicaux où la diaspora indienne s'est installée, il est très fréquent de voir des margousiers utilisés dans les rues pour procurer de l'ombre, autour des temples, des écoles et autres bâtiments publics ou dans les arrière-cours des habitations. Dans les zones très sèches, les arbres sont plantés sur de grandes étendues de terre.

## Plante invasive
Le margousier est considéré comme plante invasive dans de nombreuses régions du monde, dont certaines parties du Moyen-Orient ou d'Afrique sub-saharienne, comme l'Afrique de l'Ouest et les États bordant l'océan Indien, ainsi que certaines parties de l'Australie.
En avril 2015, A. indica a été déclaré plante invasive des classes B et C dans le Territoire du Nord en Australie. Cette décision rend obligatoire de maîtriser sa croissance et sa propagation, et interdit d'acheter, de vendre et de transporter les plantes et les propagules sur tout le territoire. Cette mesure a été prise à la suite de l'invasion de cours d'eau dans la région du Top End. 
Après son introduction en Australie, peut-être dans les années 1940, A. indica a été planté dans le Territoire du Nord pour fournir de l'ombre au bétail. Des essais de culture ont été réalisés entre les années 1960 et 1980 à Darwin, dans le Queensland et en Australie-Occidentale, mais cette industrie ne s'est pas révélée viable. L'arbre s'est ensuite répandu dans la savane, en particulier autour des cours d'eau, et des populations naturalisées existent dans plusieurs régions.

## Utilisation
En Inde, les feuilles de neem sont séchées et placées dans des placards pour empêcher les insectes de manger les vêtements, et aussi dans les boîtes où le riz est stocké. 
Le brûlage des feuilles séchées permet de chasser les moustiques.

### En tant que pesticide
À maturité, le margousier peut produire jusqu’à 50 kg de fruits, ce qui équivaut à 30 kg de graines ; celles-ci constituent la principale source de composés à propriétés insecticides, dont l’azadirachtine,.
Ses graines permettent de fabriquer un insecticide redoutable, l’azadirachtine, mais vulnérable à la lumière. Il bloque la métamorphose du stade larvaire à celui d’adulte, et paralyse le tube digestif de la larve.
Riche en azadirachtine, l'huile extraite des graines est aussi utilisée comme vermifuge, mais présente une toxicité importante chez l'humain (voir azadirachtine). Cette huile, appelée huile de neem et obtenue après une pression à froid des graines, présente la particularité d'être très chargée. Il convient de procéder à une clarification, pour espérer obtenir un produit d'une qualité acceptable.
La quantité d’azadirachtine (C35H44O16) contenue dans les graines varie considérablement selon les conditions climatiques, les conditions du sol et le génotype de l’arbre. D’une année à l’autre, un arbre peut donc produire des extraits qui contiennent des concentrations différentes,.
Il a été mis en évidence que l'azadirachtine ne serait pas le seul ingrédient actif.
En Suisse l'azadirachtine de neem est homologuée en culture biologique comme produit insecticide et acaricide, contre les pucerons et divers ravageurs des cultures fruitières et maraichères. Cependant il est considéré comme dangereux pour les milieux aquatiques.

### Utilisation en médecine alternative
Les branches sont utilisées comme brosse à dents.
Les graines et l'huile qui en est issue sont utilisées comme moyen de contraception ou comme abortif. Chez les petits enfants, l'huile de neem est toxique et peut conduire à la mort. Les graines et l'huile ont un effet abortif.
En Afrique de l'Ouest et notamment en Côte d'Ivoire, les feuilles et les écorces de margousier sont utilisées pour soigner le paludisme.

## Cuisine
Les pousses tendres et les fleurs de l'arbre de neem sont consommées comme un légume en Inde. Un plat appelé Veppampoo charu, utilisant la fleur de neem, est préparé dans le Tamil Nadu. Au Bengale occidental, les jeunes feuilles de neem sont frites dans l'huile avec de petits morceaux d'aubergine (brinjal). Le plat est souvent le premier élément lors d'un repas bengali et sert d'apéritif. Il est consommé avec du riz.
Fraîches, les feuilles au goût amer sont utilisées dans la cuisine cambodgienne en salade nhoam sdaw ញាំស្តៅ.

## Un cas classique de biopiraterie
Dans les années 1990, environ 64 brevets sur le margousier furent déposés, principalement à l'Office européen des brevets (OEB). Un certain Larson avait observé l'usage du margousier dans les champs et, après avoir fait le tour des universités, déposa une demande de brevet à l'OEB, brevet qu'il obtint puis vendit à la société W. R. Grace and Company, géant de l'agrochimie. Selon la fondation France Libertés « Une conséquence directe fut l’augmentation de la demande en graines de neem par ces acteurs. W. R. Grace installa une usine de traitement du neem qui capta une grande partie des graines disponibles, faisant augmenter leur prix au-delà de ce que les populations locales pouvaient payer. » La vaste campagne pour faire annuler ces brevets fut une des premières campagnes contre un cas de biopiraterie. En effet, les vertus fongicides du margousier étaient connues depuis au moins 2 000 ans, aussi une des conditions du brevetage de cette plante (la nouveauté) n'était pas réunie. Après dix ans de campagne, dans laquelle l'activiste indienne Vandana Shiva fit alliance avec Linda Bullart d'IFOAM et des députés verts européens (Magda Aelvoet), reconnaissant l’antériorité des savoirs traditionnels indiens sur le margousier, le brevet déposé par Larson et racheté par Grace fut annulé par l’Office européen des brevets.

## Réglementation
Au 8 décembre 2008, par la décision 2008/941/CE, pour des problèmes de toxicité, la Commission européenne a refusé l'inscription de l'azadirachtine (substance active de l'huile de neem) à l'annexe I de la directive 91/414/CEE, ce qui revient à interdire aux États membres d'incorporer cette substance active dans les préparations bénéficiant d'une autorisation de mise sur le marché sur leur territoire. Par conséquent son usage comme insecticide est interdit en agriculture, maraîchage, jardinage, espaces verts, serres. Un délai d'utilisation avait été maintenu jusqu'en décembre 2010 . À cette date, l'azadirachtine n'est pas autorisée en France : elle figure cependant parmi la liste des substances actives naturelles proposées par la commission "Moyens alternatifs et protection intégrée des cultures" de l'AFPP.
Un usage dans des locaux (habitation, bureaux) est logiquement autorisé, car le produit relève alors de la directive Biocides.
Le 14 avril 2011, la directive d'exécution 2011/44/UE de la Commission européenne autorise les États membres à délivrer des autorisations de mise sur le marché pour les produits contenant de l'azadirachtine, principale substance active de l'huile de neem, après examen des dossiers soumis par les entreprises proposant ces produits. À ce jour, seul un produit est autorisé en France pour certains arbres et fleurs. L'huile de neem peut également être commercialisée légalement pour d'autres utilisations.